# 2016年特克尼克航空MU-2坠机事故
2016年3月26日，加拿大飞机维护公司特克尼克航空（Aero Teknic）的一架三菱MU-2在伊莱斯·德·拉·玛德琳机场降落时坠毁。机上无人生还。前加拿大政治家让·拉皮埃尔遇难。他本是和他的妻子，姐姐和两个兄弟去搭乘这架飞机参加父亲的葬礼的。 救援人员赶到现场时，发现了一名受重伤的幸存者，但把他从残骸中救出来之后，这名男子就因心脏病发作而死。

## 事故
东部时间9:30，这架飞机离开蒙特利尔隆格伊·圣休伯特机场。大约70分钟后（大西洋时间11:40），飞机在目的地机场2公里外的地方坠毁。

## 调查
加拿大运输安全委员会（TSB）已经着手调查。